# Saxifraga sancta
Saxifraga sancta là một loài thực vật có hoa trong họ Saxifragaceae. Loài này được Griseb. miêu tả khoa học đầu tiên năm 1843.